# Evald Mikson
Evald Mikson (Tartu, 12 luglio 1911 – Reykjavík, 27 dicembre 1993) è stato un criminale di guerra e calciatore estone, di ruolo portiere.

## Biografia
Mikson è il capostipite di una famiglia di calciatori, dato che anche i suoi figli Atli e Jóhannes Eðvaldsson e i suoi nipoti Emil Atlason e Sif Atladóttir erano o sono stati calciatori.
Durante la guerra fu vice-capo della Sicherheitspolizei nel distretto di Tallinn-Harju e secondo quanto appurato dal Simon Wiesenthal Center fu coinvolto attivamente nella persecuzione e nell'uccisione degli ebrei in Estonia durante la seconda guerra mondiale.

## Carriera

### Club
Ha giocato nella massima serie estone con l'Estonia Tallinn con cui vinse cinque campionati.

### Nazionale
Ha giocato 6 partite con la nazionale estone dal 1934 al 1939.

## Statistiche

### Cronologia presenze e reti in nazionale
| Cronologia completa delle presenze e delle reti in nazionale ― Estonia | Cronologia completa delle presenze e delle reti in nazionale ― Estonia | Cronologia completa delle presenze e delle reti in nazionale ― Estonia | Cronologia completa delle presenze e delle reti in nazionale ― Estonia | Cronologia completa delle presenze e delle reti in nazionale ― Estonia | Cronologia completa delle presenze e delle reti in nazionale ― Estonia | Cronologia completa delle presenze e delle reti in nazionale ― Estonia | Cronologia completa delle presenze e delle reti in nazionale ― Estonia |
| Data                                                                   | Città                                                                  | In casa                                                                | Risultato                                                              | Ospiti                                                                 | Competizione                                                           | Reti                                                                   | Note                                                                   |
| ---------------------------------------------------------------------- | ---------------------------------------------------------------------- | ---------------------------------------------------------------------- | ---------------------------------------------------------------------- | ---------------------------------------------------------------------- | ---------------------------------------------------------------------- | ---------------------------------------------------------------------- | ---------------------------------------------------------------------- |
| 29-6-1934                                                              | Kaunas                                                                 | Lituania                                                               | 1 – 1                                                                  | Estonia                                                                | Amichevole                                                             | -1                                                                     |                                                                        |
| 22-8-1935                                                              | Tallinn                                                                | Estonia                                                                | 1 – 1                                                                  | Lettonia                                                               | Coppa del Baltico 1935                                                 | -                                                                      | 71’                                                                    |
| 28-5-1936                                                              | Tallinn                                                                | Estonia                                                                | 3 – 4                                                                  | Lettonia                                                               | Amichevole                                                             | -3                                                                     | 46’                                                                    |
| 31-5-1938                                                              | Oslo                                                                   | Norvegia                                                               | 1 – 0                                                                  | Estonia                                                                | Amichevole                                                             | -1                                                                     |                                                                        |
| 11-6-1938                                                              | Kaunas                                                                 | Lituania                                                               | 0 – 2                                                                  | Estonia                                                                | Amichevole                                                             | -2                                                                     |                                                                        |
| 4-8-1939                                                               | Helsinki                                                               | Finlandia                                                              | 4 – 2                                                                  | Estonia                                                                | Amichevole                                                             | -4                                                                     |                                                                        |
| Totale                                                                 |                                                                        | Presenze                                                               | 6                                                                      |                                                                        | Reti                                                                   | -8                                                                     |                                                                        |

## Palmarès
- Campionato estone: 5

Estonia Tallinn: 1934, 1935, 1936, 1937-1938, 1938-1939